# USクヴィイー
USクヴィイー＝ルーアン・メトロポール（Union sportive Quevilly-Rouen Métropole）は、フランス・ノルマンディー地域圏・ルーアン西部郊外のル・プティ＝ケヴィイーに本拠地を置くサッカークラブチーム。2024-25シーズンからはフランス全国選手権に所属する。

## 歴史

### クラブ創設

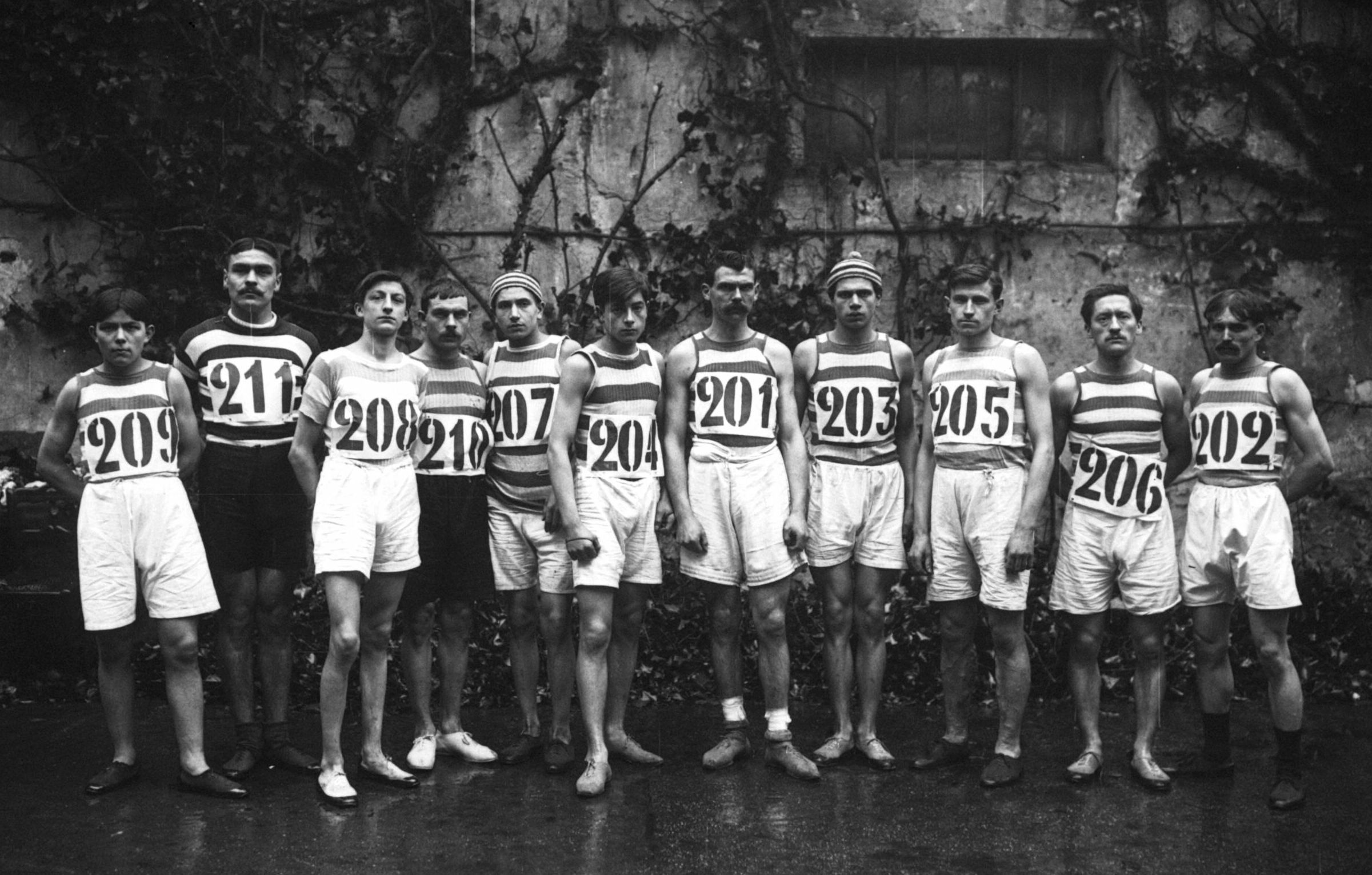
CPQのメンバーの集合写真（1914年）

1902年10月22日、スポーツクラブCercle Pédestre Quevillais（CPQ）のメンバーがUnion Sportive Quevillaise（USQ）を設立した。その中には後にクラブの成功の立役者となるAmable Lozaiらも含まれていた。
USQは、1903年3月にノルマンディー地方の複数のスポーツクラブによって設立されたリーグ・アスレティック・ドゥ・オート＝ノルマンディー（Ligue athlétique de Haute-Normandie）の創設メンバーであり、1905年に優勝するまでに、最初の2回の大会で決勝に進出した。クラブは5つの年齢層のチームに104人の選手を擁し、この地方の連合軍的な存在であり、USQは近隣のライバルFCルーアンを定期的に破っていた。第一次世界大戦中もクラブは存続したが、クラブの多くのメンバーが塹壕で亡くなり、その中にはクラブを象徴的する選手もいた。
また、USQは1920年代初頭から女子チームを保有し、Fémina Football Clubと合併して、世界初のフランス女子フットボール選手権を制覇した。

### クラブ初のクープ・ドゥ・フランス決勝進出
1919年以降、USQはノルマンディー・フットボールリーグでプレーしたが、まだFCルーアンとル・アーヴルACの2クラブがタイトルや人気のほとんどを占めていた。しかし、USQはより大きな目標であるフランス杯での活躍を目指しており、1927年にはラウンド16で北部王者のアミアンACを、ラウンド8でライバルのFCルーアンを下すなどして瞬く間に決勝戦に進出した。決勝は1927年5月8日、コロンブのスタッド・オリンピックで23,800人の観衆を集めて行われた。対戦相手のオリンピック・マルセイユは1924年に優勝しており圧倒的な優勝候補であった。この試合はカップ戦史上初めてフランス共和国のガストン・ドゥメルグ大統領が試合を観戦するほど注目された。1920年5月からクラブの会長を務めるAmable Lozaiは声と身振りで選手たちを鼓舞するも、2度の守備のミスと89分のカウンターによって0-3のスコアで試合に敗れた。優勝できなかったが選手たちが帰郷すると地元ではカジノで宴会が開かれるほどの熱気に包まれた。
1933年にル・アーヴルとルーアンがプロサッカーに移行したのを機に、USQは1934年、1935年、1937年、1938年にノルマンディーリーグ優勝を果たした。特に1938年には、シーズン終了後に各地域のチャンピオンが対戦するCFA（Championnat de France amateur）の準決勝にも進出した。
当時のクラブに在籍していた選手は会長のAmable Lozaiが経営する造船所で雇用されていた人が大半だった。また彼の哲学は、チームの最良の選手であっても港での仕事をきちんとこなさなければ追い出されるというものだった。その一方で、工場で効率的に働く労働者兼選手は昇進が容易だった。この「労働者兼選手」という立場は、選手らにとっては安定して働きながらサッカーも続けられるという魅力的な状況であり、クラブ側も最高のアマチュア選手を勧誘・保持することにも役立った。

### アマチュアリーグ優勝
第二次世界大戦終戦後、フランスアマチュア選手権（CFA）のクラブ数が48チームになり、USQはDHノルマンディーで3位に入ったことで、この全国選手権の第1回大会に参加することになった。さらに、1948-49シーズンのフランス杯で、USQはプロチームのSRコルマールやトゥールーズFCを破りベスト16に進出した。
CFAとクープ・ドゥ・フランスで好成績を収めたクラブは、1953-54シーズンのフランスアマチュア選手権の西部グループに組み込まれた。スタジアムは改修され、隣接するピッチもオープンした。リーグ戦では苦しいスタートを切ったが、その後順位を挽回し、グループ首位と決勝ステージ進出を決めた。決勝ステージは5チームが参加し、USQはホームでの初戦でディフェンディング・チャンピオンであるボルドーに2-0で勝利した。その後も勝利を重ねてUSQは初めてフランスのアマチュア選手権チャンピオンに輝いた。そしてフェカンで開催されたノルマンディー・カップでライバルのFCルーアンに勝利し、シーズンは最高の形で幕を閉じた。翌シーズンになっても勢いは止まらず、CFA西部グループでは昨シーズンよりも4ポイント多い勝ち点46で首位に立ち、決勝ステージでも勝ちを重ねてフランス・アマチュア選手権2連覇を達成。1957-58シーズンにもクラブは再びCFA決勝ステージ進出を果たした。アヌシーFCとのタイトルマッチでは前半終了時に0-1とリードされたものの、後半に7ゴールを挙げて3度目のアマチュア選手権のタイトルを獲得した。

### 黄金期と幻の合併案
1966-67シーズン、トップチームはマラコフでのフランス・アマチュア選手権の決勝戦に進出し、前半終了時点でUSQは0-2でリードされていた。けれども、後半開始直後に1点を返し、試合終了15分前にもAntoine Dobatのロングシュートが決まり、クラブは同点に追いついた。そして試合終了2分前、ペナルティエリア内での混戦からSerge Meyerが決勝点となる3点目を決めた。この劇的な試合の末にUSQはその歴史で4回目のフランス・アマチュア選手権のチャンピオンに輝いた。さらに同じ時期に、リザーブチームはDH優勝、CチームはPH優勝、ユースチームもクープ・ガンバルデッラ（19歳以下の選手で構成される大会）で優勝するという偉業を達成した。
1967年5月21に行われたクープ・カンバルデッラの決勝戦には、夜にFCナントとFCバルセロナの親善試合が行われることもあってパルク・デ・プランスに25,000人の観客が訪れ、翌日のレキップにはこの試合の様子が次のように述べられている。
ノルマンディーから応援に来たのはせいぜい200人、多くて300人程度だった。彼らは黄色と黒の帽子をかぶり、『Allez Quevilly!（頑張れ！クヴィイー！）』『En avant Quevilly!（進め！クヴィイー！）』といったシンプルなプラカードを持っていた。それでもスタジアムの全ての観客がUSQを応援していました。それはプロに対抗する単なるアマチュアチームだったからではなく、観客にショーを見せ、サッカーをし、リスクを冒し、人々を熱狂させることができたチームだったからです。
翌1968年、ガンバルデッラを制した若者たちがトップリーグに昇格した。黄金世代の証であるこのチームは、第51回フランス杯でディビジョン・アンのオリンピック・リヨンを含む3つのプロクラブを次々と撃破し、アマチュアクラブとして34年ぶりとなるベスト4に輝いた。
1970年、フランスサッカー連盟はフランスのリーグ構造全体を再編し、プロ・セミプロ・アマチュアを集めた「オープンなディビジョン・ドゥ」を設立し、それまでのCFAはディビジョン3に置き換えられた。USQはそれまでの成績が認められてディビジョン・ドゥに参加可能であったが、その地位を維持するためには費用が必要だった。新シーズンの開幕前、経済的な理由とスポーツ的な理由から隣接するFCルーアンとの合併を検討し、クラブ会長のGilbert Milleも合併に肯定的だったものの、理事会がこの計画を却下したため合併案は白紙になった。

### 低迷と破産
1971年2月8日、Gilbert Mille会長が亡くなり、その2週間後にはダニエル・ホーラヴィルがUSル・マンとの試合で重傷を負った。にもかかわらず、クラブは2部リーグでの最初のシーズンを7位という好成績で終えた。しかし、1971-72シーズン、ディビジョン・ドゥでの2シーズン目は前シーズンよりも成績が振るわずクラブは16チーム中12位で終わった。クラブの経営陣は資金不足（特にナイトゲームのための照明システムをスタジアムに設置するための資金）と仕事と両立しながら活動するアマチュア選手にとって移動の負担が大きいと考え、行政的な降格を受け入れた。
1974-75シーズンはリーグ戦10位に終わり、財政面でも悪化していたクラブは翌シーズンからDHノルマンディーに降格することになった。1976-1977シーズンにUSQはDHで1位となりディビジョン3への復帰を果たすも、翌シーズンは悲惨な結果に終わり最終節でル・アーヴルACと3-3の引き分けたため今度は競技的に降格。さらなる降格をしたことでクラブはスポンサーと自治体からの補助金を失い、破産申請を余儀なくされた。

### クラブ再建
1978年6月、のちにクラブの会長にもなるRobert Beauchampsを筆頭にクラブの再建を始めた。1979年1月6日、書類面でも正式に再出発をしたクラブはPHへの復帰を申請したが、リーグ運営者は破産した時よりも8段階下のカテゴリーであるフランスで最も下位のリーグ（セーヌ＝マリティーム県の4部リーグ）からの再スタートを命じた。
それでも再スタートは順調で過去8年間で5回の昇格を繰り返し、DHRに昇格し、DHRも2年で優勝し地域リーグ最高位のディビジョンであるDHに復帰した。ただ、クラブ再建の中心人物だったBeauchampsは既にこの世を去っており、彼が直接その目でDH復帰を見届けることは叶わなかった。そして1999年にクラブはDHドゥ・ノルマンディ（DH de Normandie）で優勝し、USQは翌年からフランスのサッカー5部リーグであるシャンピオナ・ナシオナル3（CFA2）に昇格した。

### 創設100周年
2001年にかつて選手としてクラブでプレーしたMichel Malletがフランスサッカー連盟の執行役員を経てクラブの会長に就任した。競技面では1999-00シーズンと2000-01シーズンは好成績を収め、CFA2でトップハーフに入った。特に、2002年にはクラブ創設100周年を迎え、その記念すべきシーズンにÉric Fouda監督率いるチームはリーグ戦で2位となったことで、フランスアマチュア選手権に昇格することができた。100周年を迎えたことで、クラブは多くの祝福のメッセージをもらったが、とりわけその中の1つであるレアル・マドリード（USQと同じ1902年創設）の会長であるフロレンティーノ・ペレスからの言葉はクラブにとって格別なものだった。
 クラブの名において、そして私自身の名において、貴クラブが100周年を迎えたこと、そして「20世紀のフランスサッカーにおける最高のアマチュアクラブ」という称号に相応しいことに対して、心からの祝福をお伝えしたいと思います。また、これからの数世紀におけるさらなる成功をお祈りいたします。あなたの親愛なるクラブが日々行っている困難な仕事は、実に称賛と感謝に値するものです。あなたのクラブが行っている貴重な選手育成活動がなければ、今日のビッグクラブは存在し得なかったでしょう。この活動はサッカー全体のために絶え間ない努力を伴いながらも、その真価がめったに評価されないものです。私たちは、あなた方の100周年記念に対して再度、心からの祝福を申し上げます。そしてこの記念すべき周年は奇遇にも私たちの周年と一致しています。—フロレンティーノ・ペレス
2002-03シーズンは、リーグ戦の成績は前シーズンほど良くなかったが、クープ・ドゥ・フランスではベスト16に進出した。2004年と2005年はフランスアマチュア選手権で上位に食い込んだが、優勝争いには加わらなかった。2005年のクープ・ドゥ・フランスでは、ル・アーヴル、EAギャンガン、SOロモランタンらを退け、ベスト16に進出。2010年までにフランス全国選手権復帰を目指すクラブは2007年にÉric Fouda監督を呼び戻すも、カップ戦ではボルドーに屈してベスト64で敗退しFoudaも翌年にクラブを去った。

### 2010年代

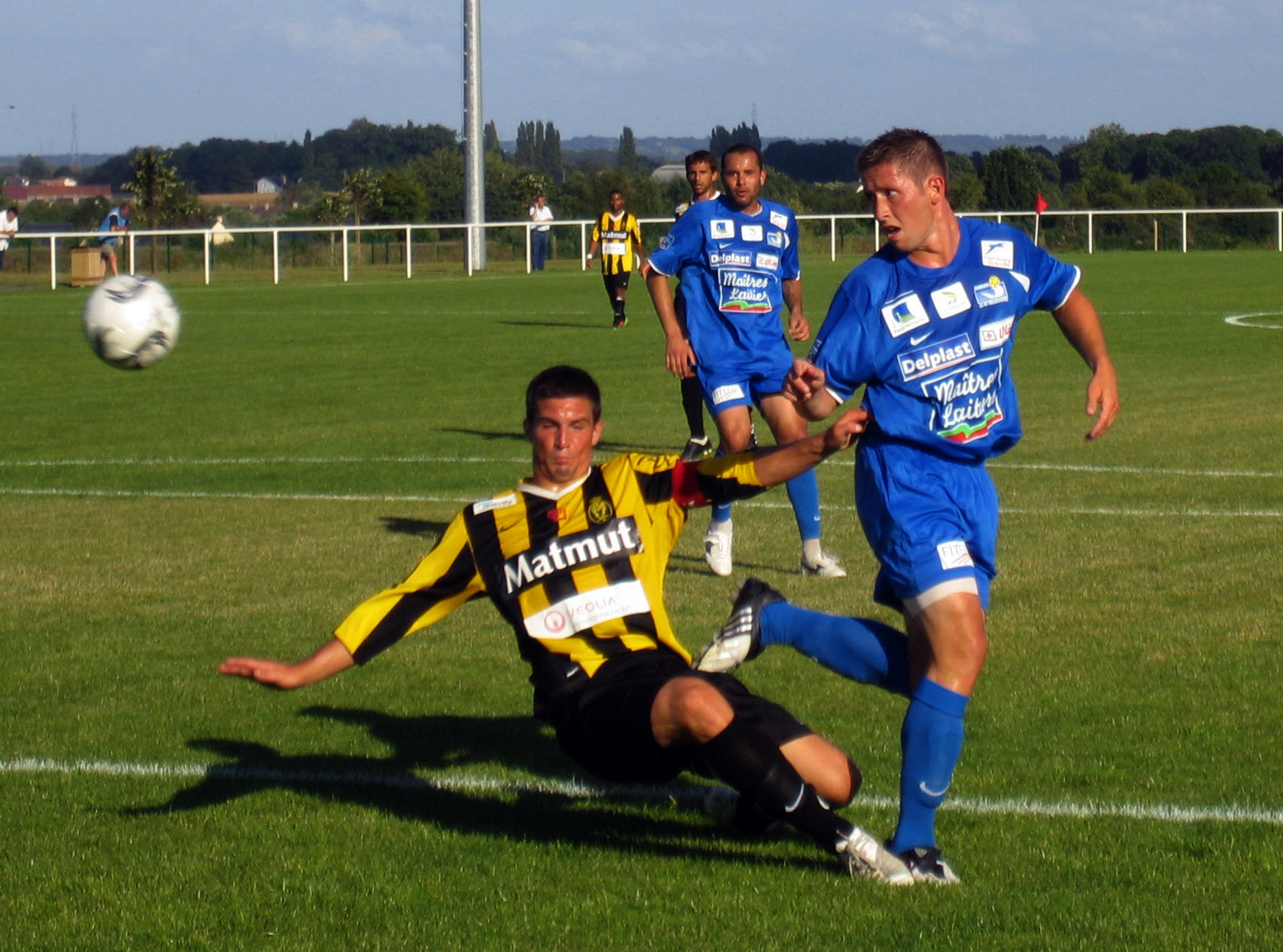
2010年の試合の様子

2009-2010シーズンは、クラブ史上3度目のフランス杯準決勝進出を果たした。USQは2009-10シーズンのフランス杯での躍動に後押しされるように、2010-11シーズンはCFA（グループA）で優勝しフランス全国選手権に昇格した
そして2012年にもベスト32でアンジェSCO、準々決勝でオリンピック・マルセイユ、準決勝でスタッド・レンヌなどの上位クラブを次々と打ち破る快進撃を見せ、85年ぶりにファイナリストとしてサン＝ドニの舞台に立ったものの、1968年の準々決勝時には1-0で勝った因縁の相手であるオリンピック・リヨンの前に今度は逆に0-1で敗れ初優勝はならなかった。

### QRMプロジェクト
2015年、地方自治体がアマチュアクラブへの補助金を減らしている状況下でUSQとFCルーアン（FCR）はそれぞれ別のクラブとして存続（= それぞれのチーム、スタッフ、経営陣、予算を保持）しながら資源を共有し安定して確保することを求めていた。そこで、両クラブは連携してQuevilly – Rouen Métropole Projet（通称:QRMプロジェクト）を設立。QRMプロジェクトは合併ではなくルーアン近郊の2クラブの連携であるため、両クラブはフランスサッカー連盟の所属番号とUSQとFCRとしての法的な存在はそのままに、USクヴィイーはUSクヴィイー＝ルーアン・メトロポール（Union sportive Quevilly-Rouen Métropole）に名称を変更した。けれども、2017年12月にFCRは2018年6月を以ってこのプロジェクトから離脱。USQがトップリーグでプレーすることを望むのに対して、FCRはクラブの歴史における独立性を保ちたいという理由だった。この両者の価値観のすれ違いはメディアによっては"離婚"と表現された。
プロジェクト設立後すぐ（2016-17シーズン）にリーグ・ドゥ昇格を経験するも、2017-18シーズンは19位となり降格。その後3年間のフランス全国選手権を経て2021–22シーズンからリーグ・ドゥの舞台に戻ると、トップチームのヘッドコーチにオリヴィエ・エシュアフニが就任したことで、目下の目標であったリーグ・ドゥ残留に成功した。その後、クラブは2023-24シーズンまで3シーズン連続の残留という目標を達成することができた。また、フランス国内で女子サッカーがブームになっていることを背景に、クラブはできるだけ早く女子トップチームを2部リーグに安定させることを目指している。2023-24シーズンに女子選手たちは素晴らしい活躍を見せ、Régional 1（旧DH）では全勝で優勝。クープ・ドゥ・ノルマンディでは決勝でSMカーンの女子チームを破って優勝した。

## タイトル

### 国内タイトル
- フランスアマチュア選手権 (1935-1971)（英語版） : 4回

1954, 1955, 1958, 1967
- フランス全国選手権2 : 2回

2010-11, 2015-16
- ノルマンディ地域リーグ・Division d'Honneur : 7回

1934, 1935, 1937, 1938, 1950, 1997, 1999
- クープ・ドゥ・ノルマンディー : 5回

1943, 1954, 1970, 2010, 2012

### ユース部門
- クープ・ガンバルデッラ（英語版） : 1回

1967

### 特筆すべき成績
- クープ・ドゥ・フランス 準優勝 : 2回

1926-27, 2011-12
- クープ・ドゥ・フランス ベスト4 : 2回

1967-68, 2009-10

## 過去の成績
| シーズン | リーグ戦           | リーグ戦 | リーグ戦 | リーグ戦 | リーグ戦 | リーグ戦 | リーグ戦 | リーグ戦 | リーグ戦 | カップ戦  | リーグ杯  |
| シーズン | ディビジョン       | 試       | 勝       | 分       | 敗       | 得       | 失       | 点       | 順位     | カップ戦  | リーグ杯  |
| -------- | ------------------ | -------- | -------- | -------- | -------- | -------- | -------- | -------- | -------- | --------- | --------- |
| 2010-11  | CFA・グループA     | 32       | 18       | 9        | 5        | 58       | 33       | 63       | 1位      | 8回戦敗退 |           |
| 2011-12  | フランス全国選手権 | 38       | 12       | 11       | 15       | 45       | 54       | 47       | 13位     | 準優勝    |           |
| 2012-13  | フランス全国選手権 | 38       | 4        | 11       | 23       | 34       | 74       | 23       | 20位     | 8回戦敗退 |           |
| 2013-14  | CFA・グループA     | 28       | 11       | 5        | 12       | 32       | 28       | 38       | 10位     | 8回戦敗退 |           |
| 2014-15  | CFA・グループA     | 30       | 14       | 6        | 10       | 41       | 32       | 48       | 2位      | ベスト16  |           |
| 2015-16  | CFA・グループA     | 30       | 17       | 11       | 2        | 50       | 22       | 92       | 1位      | 8回戦敗退 |           |
| 2016-17  | フランス全国選手権 | 34       | 15       | 13       | 6        | 50       | 37       | 58       | 2位      | ベスト16  |           |
| 2017-18  | リーグ・ドゥ       | 38       | 9        | 6        | 23       | 45       | 66       | 33       | 19位     | 7回戦敗退 | 1回戦敗退 |
| 2018-19  | フランス全国選手権 | 34       | 11       | 12       | 11       | 37       | 37       | 45       | 9位      | 6回戦敗退 | 1回戦敗退 |
| 2019-20  | フランス全国選手権 | 24       | 6        | 6        | 12       | 26       | 34       | 24       | 14位     | 8回戦敗退 | 予選敗退  |
| 2020-21  | フランス全国選手権 | 34       | 16       | 10       | 8        | 48       | 31       | 58       | 2位      | ベスト64  | 大会廃止  |
| 2021-22  | リーグ・ドゥ       | 38       | 10       | 10       | 18       | 33       | 50       | 40       | 18位     | ベスト32  | 大会廃止  |
| 2022-23  | リーグ・ドゥ       | 38       | 12       | 14       | 12       | 47       | 49       | 50       | 11位     | 7回戦敗退 | 大会廃止  |
| 2023-24  | リーグ・ドゥ       | 38       | 7        | 17       | 14       | 51       | 55       | 38       | 18位     | ベスト64  | 大会廃止  |
| 2024-25  | フランス全国選手権 | 32       |          |          |          |          |          |          | 位       |           | 大会廃止  |

## 現所属メンバー
2021年10月19日現在
注：選手の国籍表記はFIFAの定めた代表資格ルールに基づく。
| No. | Pos. |            | 選手名                   |
| --- | ---- | ---------- | ------------------------ |
| 1   | GK   | フランス   | ニコラス・ルメートル     |
| 3   | DF   | フランス   | ティル・シソコ           |
| 4   | MF   | マリ共和国 | アラサヌ・ディアビ       |
| 5   | DF   | フランス   | ロマン・パドゥバーニ     |
| 6   | MF   | フランス   | カリドゥ・シディベ       |
| 7   | FW   | フランス   | オットマン・ダドゥーン   |
| 8   | FW   | スリナム   | フロリアン・ヨゼフゾーン |
| 9   | FW   | ハイチ     | デュカン・ナゾン         |
| 10  | MF   | フランス   | マヌービ・ハダッド       |
| 11  | FW   | フランス   | ブリッジ・ンディル       |
| 12  | MF   | フランス   | ガーランド・グベル       |
| 13  | MF   | フランス   | ヤン・ボー＝カネ         |
| 14  | DF   | フランス   | ネイサン・デコケ         |
| 16  | GK   | フランス   | ロマン・ルジューン       |

| No. | Pos. |                | 選手名                 |
| --- | ---- | -------------- | ---------------------- |
| 17  | MF   | ブルキナファソ | グスタボ・サンガレ     |
| 18  | DF   | セネガル       | スレイマン・シセ       |
| 20  | DF   | フランス       | ロビン・タイラン       |
| 22  | DF   | ハイチ         | ステファヌ・ランベーゼ |
| 25  | DF   | フランス       | サミ・ベルコルキア     |
| 27  | DF   | フランス       | デイモン・バンサイス   |
| 28  | FW   | フランス       | ヤシン・バハッサ       |
| 29  | FW   | フランス       | シリル・ザブー         |
| 30  | GK   | フランス       | ルイス・ペルティエ     |
| 33  | MF   | フランス       | ヨハン・ロッセン       |
| 34  | DF   | フランス       | アルバン・デモンシー   |
| 34  | DF   | フランス       | ナディブ・シセ         |
| 35  | DF   | フランス       | アレクサンドル・テガー |

監督
- オリヴィエ・エシュアフニ

### ローン移籍

#### in
注：選手の国籍表記はFIFAの定めた代表資格ルールに基づく。
| No. | Pos. |          | 選手名                            |
| --- | ---- | -------- | --------------------------------- |
| 3   | DF   | フランス | ティル・シソコ (クレルモン)       |
| 6   | MF   | フランス | カリドゥ・シディベ (トゥールーズ) |

| No. | Pos. |          | 選手名                      |
| --- | ---- | -------- | --------------------------- |
| 11  | FW   | フランス | ブリッジ・ンディル (ナント) |